# Malika Nedir
 (septembre 2022).
Si vous disposez d'ouvrages ou d'articles de référence ou si vous connaissez des sites web de qualité traitant du thème abordé ici, merci de compléter l'article en donnant les références utiles à sa vérifiabilité et en les liant à la section « Notes et références ».
Malika Nedir, née le 24 février 1968 à Alger, est une journaliste suisse, présentatrice du journal télévisé de la Radio télévision suisse et lauréate du prix Jean Dumur. 

## Biographie
Malika Nedir est née d'une mère fribourgeoise et d'un père kabyle, originaire d'Algérie. Elle passe son enfance à Yverdon-les-Bains où elle suit ses études. Elle obtient une Maturité fédérale latin-anglais en 1987, une licence en Sciences politiques à l’Université de Lausanne, puis un diplôme d’études supérieures de l’Institut universitaire de hautes études internationales de Genève.Son diplôme de fin d'études en 1991 s'intitule La prolifération des missiles balistiques au Moyen-Orient. Le cas de l'Irak». Elle travaille durant quatre années à  l'Office des réfugiés. 
En 1994, elle est engagée comme journaliste stagiaire à la Radio Suisse Romande ; elle intègre la rubrique internationale du département de l’Information et effectue plusieurs reportages d’actualité, au Proche-Orient, en Afghanistan et en Irak. Son travail est récompensé par le prix Jean Dumur en 2004. De 2006 à 2009, elle est correspondante à Paris.
Le 9 mars 2000 elle participe à la journée d'information au féminin  dans les médias promue par l'UNESCO. Elle conclue la journée par ces mots avec sa collègue « Si la majorité des femmes s'interrogent sur cette vision féminine «de l'information, ce qui nous choque surtout c'est l'absence de femmes dans les postes de cadres. Cette journée aura au moins le mérite de raviver le problème ».
En 2004 elle fait partie du jury de la remise du prix Jean Dumur.
En 2010, elle rejoint la rédaction de la RTS au sein de la rubrique internationale de l’actualité. Depuis juin de la même année, elle présente les journaux télévisés de la RTS du week-end, en alternance avec Agnès Wuthrich et Olivier Dominik.
En 2018 elle est désignée pour couvrir le mariage de Harry de sussex avec Meghan Markle pour la RTS.